# Sint Eustatius

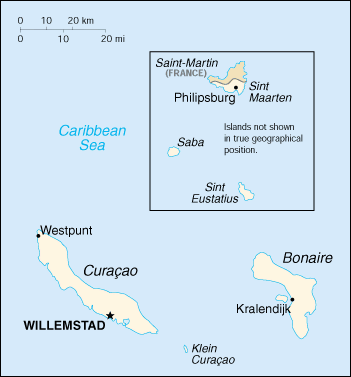
Harta cu localizarea insulei

Sint Eustatius (adică "Sfântul Eustasie") este una dintre cele mai mici insule ale Antilelor Neerlandeze. Împreună cu Saba și Insula Sfântul Martin, Sint Eustatius face parte din Bovenwindse Eilanden, o regiune din Antilele Neerlandeze. Reședința sa este Oranjestad. Local, insula se numește Statia. Această insulă are o suprafață de 21 km² și o populație de 2.600 locuitori. Cei mai mulți locuiesc în Oranjestad sau în împrejurimi.
În sud-estul insulei se află un vulcan, The Quill, iar nordul insulei este o zonă vulcanică. 
Dintre cei 2.600 de locuitori, 78% populației avea naționalitatea olandeză, dar numai 45% s-a născut în Sint Eustatius. Acasă, cei mai mulți vorbesc limba engleză (83%), urmată de limba spaniolă (6%), în timp ce numai 4% vorbește acasă limba neerlandeză.
1. ↑   https://www.britannica.com/place/Sint-Eustatius Lipsește sau este vid: |title= (ajutor)